# Пиківська Слобідка
Пиківська Слобі́дка (давніша назва Слобідські Хутори) — село в Україні, у Іванівській сільській громаді Хмільницького району Вінницької області. Населення становить 202 особи.